# AZS UJD Częstochowa
KU AZS UJD Częstochowa – wielosekcyjny klub sportowy działający w Częstochowie przy Uniwersytecie Humanistyczno-Przyrodniczym im. Jana Długosza.

## Historia
Klub powstał w 1973 roku. Początkowo jako AZS Wyższej Szkoły Nauczycielskiej, a następnie Wyższej Szkoły Pedagogicznej. Od początku istnienia tenis stołowy stał się wizytówką uczelni. W 1989 roku zespół składający się wyłącznie ze studentek awansował po raz pierwszy do I ligi. Zawodnicy tego klubu zdobywali w przeszłości medale we wszystkich kategoriach wiekowych od skrzata po seniora. Marcin Jadczyk reprezentował Polskę w Mistrzostwach Europy Kadetów. Zawodniczki w Pucharze Europy Nancy Evans zadebiutowały w 1996 roku. W 29 spotkaniach wygrały 21 meczów (8 sezonów). 
Od 1995 roku AZS AJD jest organizatorem Festiwalu Tenisa Stołowego a w nim : Edycja Polska TOP 12 kobiet (12 edycji), Ogólnopolski Turniej w mini tenisie stołowym dla skrzatów i żaków.

## Sukcesy
- Akademicki mistrz Europy - 2008
- Akademickie wicemistrzostwo Europy Weroniki Walnej - 2008
- Brązowy medal akademickich mistrzostw Europy Miłosza Przybylika - 2007
- 3 tytuły indywidualnych Mistrzów Polski Seniorów (Narkiewicz - 2, Xu Jie)
- 2 złote medale w grze mieszanej (m.in. Jolanty Langosz)
- 8-krotnie Puchar Polski
- 3-krotne drużynowe wicemistrzostwo Polski
- 2-krotnie medal brązowy w drużynie
- 2-krotnie awans do 1/8 PE
- Mistrzostwo Polski Pauliny Narkiewicz i Jolanty Langosz w grze podwójnej

Zawodniczka AZS AJD awansowała na 48. miejsce w rankingu ITTF, 
AZS WSP zdobył pierwsze miejsce we współzawodnictwie sportowym PZTS (1998 r.), 
Ponad 100 medali w Akademickich Mistrzostwach Polski juniorów i seniorów oraz w Mistrzostwach Polski Uczelni Pedagogicznych.

## Dane Ogólne
Klub: KU AZS UJD Częstochowa
Barwy: Biało-zielone
Adres koresp.: 42-200 Częstochowa, ul. Zbierskiego 6
Adres hali: Częstochowa, ul. Armii Krajowej 13/15 - Aula AJD
Stoły: Butterfly - zielone
Piłki: Double Happiness

## Skład
Prezes: Marek Fijałkowski
Trenerzy: Paulina Narkiewicz, dr Wiesław Pięta
Zawodniczki:
- Shang Jing Ya
- Yang Xin
- Katarzyna Ślifirczyk
- Joanna Ściblak
- Joanna Żyła
- Aleksandra Pięta

## Obcokrajowcy w klubowej historii
- Maria Prejs
- Jolanta Prusiene
- → Xu Jie
- → Yang Xin
- Wei Shua
- Wang Qian